# بيلي ووكر (لاعب كرة قدم)
بيلي ووكر (بالإنجليزية: Billy Walker) (5 مايو 1893 في المملكة المتحدة - ) هو مدرب كرة قدم ولاعب كرة قدم بريطاني (وحمل سابقاً جنسية المملكة المتحدة لبريطانيا العظمى وأيرلندا) في مركز الهجوم. لعب مع برادفورد سيتي وبرمنغهام سيتي وشيفيلد وينزداي وكوفنتري سيتي ونادي بريستول سيتي ونادي ليمنجتون وMerthyr Town F.C. ‏ ونادي ويموث وRedditch United F.C. ‏ وLugar Boswell Thistle F.C. ‏.

## وصلات خارجية
- بيلي ووكر على موقع قاعدة بيانات كرة القدم.إي يو (الإنجليزية)